# Артан (царь Софены)
Артан — царь Софены, упомянутый при описании захвата страны в 94 году до н. э.
По свидетельству Страбона, Артан был потомком Зариандрия и ему были «подвластны южные области и тех, что лежат западнее их». С середины II века до н. э. Софена стала служить предметом территориальных споров между Великой Арменией и Каппадокией. Попытка Артаксия овладеть страной окончилась неудачей из-за противодействия Ариарата V. Однако к началу I века до н. э. Каппадокия значительно ослабла. Вступивший в 95 году до н. э. на престол потомок Арташеса I Тигран II приступил к агрессивной внешней политике в отношении соседних государств, стремясь нарастить экономическую и военную базу, необходимую для борьбы с Парфией. Первым объектом его экспансии стала оставшаяся без поддержки со стороны Каппадокии Софена, в 94 году до н. э. присоединенная к Великой Армении. Артан был казнен по приказу Тигран Великого. По замечанию авторов «Истории армянского народа», это территориальное приобретение вывело Армению в сферу оживлённых международных отношений.